# Between a Smile and a Tear
Between a Smile and a Tear - a tribute to the Montmartre är en dokumentärfilm regisserad av Niels Lan Doky.
Inspirerad av den kommersiella succén 1999 med Wim Wenders film “Buena Vista Social Club”  kände den danske pianisten Niels Lan Doky att en liknande och ännu mer karismatisk grupp av musiker kunde hittas inom jazzen. I slutet av 2001 bestämde han sig för att göra en film med jazzlegender liknande den med "Buena Vista Social Club".
Efter flera års förberedelser var Doky redo att sommaren 2004 påbörja arbetet med filmen som spelades in i de lokaler där jazzklubben Montmartre funnits fram till att den stängdes 1976. Doky beskriver på sin webbplats hur han lyckades få hyra lokalerna under sommaren 2004, när det var semester för den dåvarande hyresgästen, en frisörskola. Inför filmningen fick Doky bygga om lokalerna till en jazzklubb och återförena några av de gamla veteranerna som spelat på den nu stängda jazzklubben: Toots Thielemans, Johnny Griffin, Didier Lockwood, Lisa Nilsson, Albert “Tootie” Heath och Mads Vinding.
Efter 30 år återuppstod den legendariska jazzklubben Montmartre under två utsålda konsertkvällar sommaren 2004 inom ramen för Copenhagen Jazz Festival. Filmen Between a Smile and a Tear från 2005 har visats i TV i bl.a. Danmark, Frankrike, Japan, Sverige, Norge och Israel. Musiken i filmen gavs också ut på CD och de deltagande musikerna turnerade i Europa under namnet A tribute to the Montmartre och deltog bland annat i 2005 års Stockholm Jazz Festival.

## Källa
1. 1 2 3  Česko-Slovenská filmová databáze, 2001.[källa från Wikidata]
2. ↑  Filmdatabasen.[källa från Wikidata]
3. ↑  ”DETAILED THROUGH THE PERIOD 1989-2013”. https://www.nielslandoky.com/. https://www.nielslandoky.com/periods/paris. Läst 29 oktober 2023.
4. ↑  ”A Tribute to Montmartre med Johnny Griffin, Toots Thielemans, Lisa Nilsson med flera Ballader och blues hyllade dansk jazzclub”. svd.se. 24 juli 2005. https://www.svd.se/a/8f317d30-744c-396c-aef1-6a584b6f502c/ballader-och-blues-hyllade-dansk-jazzclub. Läst 20 oktober 2023.